# Isaac ben Chechet
Pour les articles homonymes, voir Chechet.
Le Rav Isaac bar Chechet (ou Shishat) Barfat (ou Perfet) (hébreu : יצחק בר ששת ברפת ; arabe : اسحاق بن شيشت), né en 1326 à Valence et mort en 1408 à Alger est un rabbin talmudiste et légaliste du XIVe siècle. Dit le Riva"ch ou Riba"ch (ריב"ש), il compte parmi les autorités rabbiniques médiévales séfarades les plus importantes de son temps et de son ère.

## Éléments biographiques
Né à Valence, Isaac ben Chechet (ou Isaac Barchichat) s’installe rapidement à Barcelone, où il étudie sous la direction de Peretz Hacohen, de Hasdaï (ben Juda) Crescas et surtout de Nissim Gerondi (le RaN), pour lequel il professera sa vie durant la plus grande admiration. Il entretient également d'excellentes relations avec son condisciple Hasdaï (ben Abraham) Crescas.
Bien que son érudition et ses compétences soient rapidement reconnues dans l'ensemble des communautés juives du monde, il préfère subvenir à ses besoins par le commerce. Il n'accepte d'occuper un poste de rabbin qu’à l’âge de 50 ans, lorsque, à la suite d'une dénonciation calomnieuse, il est envoyé en prison (avec six autres figures juives de Barcelone, parmi lesquelles son frère cadet Juda ben Chechet (ou Juda Barchichat) et son maître, le RaN), et ne peut plus poursuivre ses activités après son acquittement. Pressenti pour diriger la communauté juive de Saragosse, il souhaite y renoncer et s'occuper du rabbinat moins important, de Calatayud, du fait de la mort de son frère et celle de son beau-frère, et d'autres épreuves personnelles, principalement les dissensions provoquées au sein de la communauté par le juge rabbinique local. Cependant, alors qu’il est sur le point de quitter Saragosse, les notables de la communauté l’implorent de rester. Comme la tranquillité ne revient pas, le Rivach retourne à Valence, où il dirige une école talmudique.

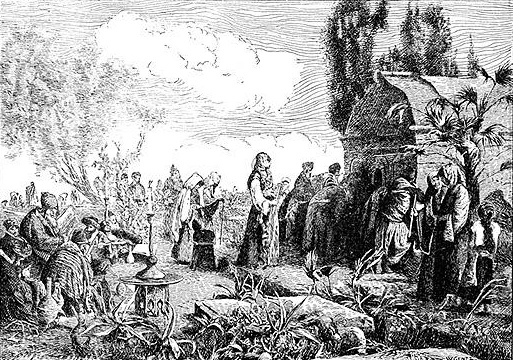
Pèlerinage sur la tombe du Rivach, à Alger.

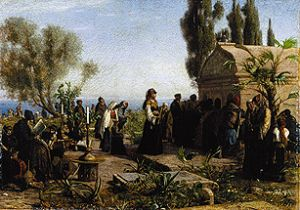
Célébration de mémoire du rabbin Isaac Barchischat à Alger.

Les persécutions anti-juives de 1391 le contraignent, ainsi que d'autres, à fuir l'Espagne, d'abord à Miliana, puis à Alger
où il est reçu avec tous les honneurs. Cependant, un autre réfugié espagnol, qui s’était installé à Alger avant lui, aspire à devenir chef de la communauté et, voyant en lui un rival, commence à le tourmenter. Saul HaCohen Astruc persuade le gouvernement d'embaucher le Rivach au rabbinat d'Alger, mais cette intervention lui cause l’hostilité d’un personnage de plus haute envergure, le Rachbatz, qui voit d'un mauvais œil toute ingérence du gouvernement dans les affaires du rabbinat.
En dépit de ces querelles, le Rivach sera, une fois établi en mesure de donner, avec le Rachbatz et le fils de celui-ci, le Rachbach, un nouvel essor intellectuel et culturel au judaïsme algérien. Il sera hautement vénéré par les Juifs algériens, et des pèlerinages seront menés sur sa tombe à l’anniversaire de sa mort jusqu’au départ des Juifs d’Algérie.
Sa pierre tombale a été restaurée par la communauté d’Alger en 1862. Elle porte une élégie composée par Abba Mari ibn Caspi, et l’inscription suivante: « Ce monument a été restauré  par la communauté Israélite d’Alger en l’honneur du Rabbin Isaac bar Chichat ; né en Espagne, décédé à Alger en 1408, dans sa 82 année. Alger le 11 août, 1862. » La pertinence de cette date est cependant remise en question par certains historiens, selon lesquels il serait mort au moins un an plus tard.

## Œuvres

### Responsa
Isaac ben Chechet (ou Isaac Barchichat) est principalement connu pour ses 417 responsa.
Souvent cités par Joseph Caro, Jacob Berab et d’autres, ils possèdent une grande valeur en matière de Loi juive (Halakha), et contiennent de nombreux renseignements historiques sur les conditions de vie des Juifs au XIVe siècle, y compris la sienne. Comme l’ordre originel de ces responsa a été altéré par les éditeurs, il n'est pas possible de leur assigner un ordre chronologique.
Le Rivach se montre très strict dans ses décisions halakhiques, sans se montrer fermé pour autant. 
Il ne désapprouve l'étude de la philosophie aristotélicienne qu'à cause de ses postulats en contradiction avec la tradition juive, comme l’éternité de la matière et l'absence de providence divine. Lui-même fait montre dans ses reponsa d'une profonde connaissance des écrits philosophiques de son temps : dans l'un d'eux (no 118), il expose les différences doctrinales entre Gersonide et de Abraham ben David de Posquières au sujet du libre-arbitre, avant de donner sa propre opinion sur le sujet.
Il est en revanche, suivant en cela l'exemple du RaN, un adversaire résolu de la Kabbale : son maître dit que le Rivach n’a jamais parlé des sefirot, et lui-même cite un philosophe qui reproche aux kabbalistes de croire aux « Dix (Sefirot) »  comme les chrétiens croient aux Trois (no 159).
Les responsa du Rivach ont été publiées une première fois, sous le titre de Cheelot ouTechouvot (« Questions et réponses »), à Constantinople en 1546-47. Une nouvelle collection a été publiée sous le nom de Cheelot ouTechouvot haRivach haHadachot (« Les nouvelles questions et réponses du Rivach ») par David Frenkl à Munkacs.

### Autres
Le Rivach mentionne dans l'un de ses responsa (no 106) ses hiddouchim (novellæ) sur le Talmud, mais ils ne sont plus connus que par cette citation, et celles de Betzalel Ashkénazi  dans son Shittah Meqoubbetzet.
Le Hida rapporte en outre avoir eu sous les yeux un manuscrit contenant un commentaire du Pentateuque rédigé par le Rivach.

## Sources
Cet article contient des extraits de l'article « ISAAC BEN SHESHET BARFAT (RiBaSH) » par Solomon Schechter & Isaac Broydé de la Jewish Encyclopedia de 1901–1906 dont le contenu se trouve dans le domaine public.